# ジム・ビアード
ジム・ビアード（Jim Beard、本名：James Arthur Beard、1960年8月26日 - 2024年3月2日）は、アメリカ合衆国のジャズピアニスト、作曲家、編曲家、音楽プロデューサー。ペンシルベニア州フィラデルフィア出身。
ウェイン・ショーター、ジョン・マクラフリン、ジョン・へリントン、マイク・スターン、パット・メセニー、ビル・エヴァンスなどのアーティストの作品に参加していることで知られる。また、バークリー音楽大学、ラトガース大学メイソン・グロス芸術学校音楽学部、シベリウス音楽院、アーロン・コープランド音楽学校で講師を務めるなど、音楽教育にも携わっている。
2024年3月2日にニューヨークの病院で死去。63歳没。

## ディスコグラフィ

### アルバム
- 『ソング・オブ・ザ・サン』 - Song of the Sun (1990年、CTI)
- Lost at the Carnival (1994年、Lipstick)
- 『トゥルーリー』 - Truly (1997年、Escapade)
- 『アド・ヴォ・ケイト』 - Advocate (1999年、JVC Victor)
- Revolutions (2008年、Intuition)
- Show of Hands (2013年、Sunnyside)